# 赵汉 (1919年)
赵汉（1919年—1966年12月14日），原名王兆汉，男，直隶（今河北）定县人，中华人民共和国政治人物。

## 生平

### 民国时期
赵汉曾就读于河北省立第九中学、第六中学。抗日战争爆发后，在本县李济寰、李光宇等人的影响下，投身抗日。1938年2月，参加定县抗日游击队，同年加入中国共产党。他先后担任区委书记，县委宣传部长、组织部长等职。1940年4月，担任中共定北县委书记兼游击队政委。1942年初，他改任中共望定县委书记。1943年秋，出席中国共产党第七次全国代表大会代表。同年，在聂荣臻带领下经晋绥解放区赴延安。会后，组织上安排他留延安任中组部干部科科长，负责华北地区干部的调配工作。8月任中组部安子文副部长的政治秘书。翌年10月，中组部派他到冀晋区党委了解张家口退下来干部的安置工作。完成任务后，留在了冀晋区任雁北地委组织部长。
1947年5月，赵汉改任中共晋察冀三地委书记兼军分区政委。7月，再度转战晋北地区任晋察冀雁北地委书记兼军分区政委，期间组织指挥了广灵战役、应县战役、天镇战役、阳高战役等。1948年，中共北岳区党委决定由他担任新组建的中共大同市委书记兼军管会副主任。1948年12月初，他与围城部队司令员王平以北岳军区名义，给大同守军指挥官于镇河、275师师长田尚志等人写信，敦促其洽商和平解决大同事宜。1949年2月，大同市警备司令部组建，他兼任政委。4月兼任大同市市长。其问他亲自拟定《入城工作计划》和《入城工作守则》，详细稳妥地制定接收方略。
1949年4月29日上午，赵汉在大同县西坟村，正式签订和平解放大同协议书。4月30日，解放军集中北关作入城准备。5月1日，解放军入城接管政权，城内国军全部放下武器开赴指定地点听候改编。5月2日，解放军举行盛大入城式，之后他代表大同市委、市军事管制委员会发布公字号布告，阐明中共方针政策。同时集中精力整顿治安，搜捕敌特，肃清匪患，禁赌、禁娼、禁毒，采取一系列行之有效的方法和步骤维护社会稳定。

### 共和国时期
1949年12月8日，察哈尔省大同市第一届各界人民代表会议召开，赵汉当选为协商委员会主席。1951年3月，奉调北京任中共中央组织部办公室主任兼机关党委书记。1954年，各中央局相继撤消，他参加了向各部委选调干部的工作。中组部办公室改称办公厅后，他仍任主任兼机关党委书记。1956年，任中共中央组织部秘书长、部务委员兼研究室主任。1960年，任中共中央组织部副部长。1961年赴苏联学习。1964年，当选为第四届全国政协委员。文化大革命初期，他被诬陷成“黑帮”、“反革命修正主义分子”，于1966年12月14日，被迫害致死，年仅47岁。

## 身后
1979年1月17日，中央组织部在八宝山革命公墓礼堂举行追悼大会，宋任穷主持追悼会，给予了高度的评价。